# Distrito de Pogradec
El distrito de Pogradec (en albanés: Rrethi i Pogradecit) fue uno de los 36 distritos de Albania. Con una población de 71.000 habitantes (2004) y una superficie de 725 km², se ubicaba al este del país, siendo su capital la ciudad de Pogradec.